# 汪嘉杉
汪嘉杉（WangJiaShan，1987年2月23日—）是香港電影導演以及攝影師。2004年参加电影、电视剧拍摄，先后毕业于四川泸州天星影视艺术学院表演系、云南艺术学院导演系，随后从事电影、电视剧摄影、导演工作。汪嘉杉19岁独立掌镜，至今已完成电影拍摄10余部作品，期间与多位知名导演合作过，从事摄影和导演工作。

## 电视剧作品
- 《假如我是真的》
- 《爱情睡醒了》
- 《卜案》
- 《大唐双龙传之长生诀》
- 《女子军团》
- 《黎明前的暗战》
- 《别无选择》
- 《许茂和他的女儿们》
- 《红七军》
- 《战地黄花》
- 《春秋淹城》
- 《明日已太远》

## 电影作品
- 《天长地久》导演
- 《王二憨的幸运生涯》监制
- 《明月在心》导演
- 《张灯》
- 《截拳道》
- 《爱满长河》
- 《革命到底》
- 《沸腾的青春》导演
- 《李豁子离婚》
- 《亲密的陷阱》导演

## 荣誉
- 2003年获得第十三届艺术节美术特长生
- 2008年获得凤凰电影最佳摄影奖